# Knut Barr

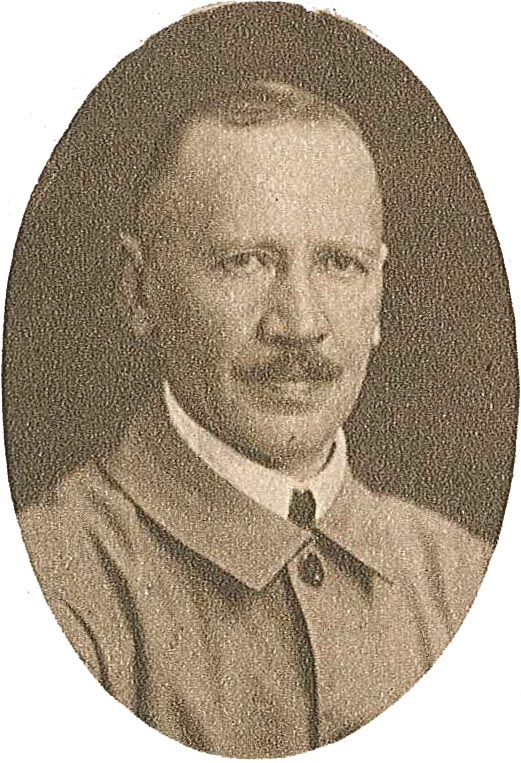
Knut Barr omkring 1918.

Knut August Barr (ursprungligen Eriksson), född den 28 december 1871 i Arboga, död den 5 juni 1929 i Oscars församling, Stockholm, var en svensk filosofie doktor i litteraturhistoria, journalist och redaktör.

## Biografi
Knut Barr studerade vid Uppsala universitet där han 1898 disputerade med en avhandling om Olof Broman. Han var därefter redaktör vid Elfsborgaren 1901, Västra Dagbladet (inkluderande Trollhätteposten, Skaraborgsposten, Vänersborgsposten,  Boråsposten  och Dalslandsposten) 1902–1905, Stockholms-Tidningen 1907–1919, Dagens Tidning 1919–1921 och vid Strix 1910–1918.
Barr var även sångare i Uppsalakören Orphei Drängar under många år. Med kören reste han både till USA och till Ryssland för olika framträdanden. Han var far till Marianne Barr. De är begravda på Sandsborgskyrkogården i Stockholm.

### Redaktör
- Linné, Carl von (1923). Linnés Nemesis divina. Stockholm: Wahlström & Widstrand. Libris 8217736 - Utgiven och kommenterad av Knut Barr.
- Swedenborg, Emanuel (1924). Swedenborgs drömmar: Emanuel Swedenborgs dagbok 1743-1744. Stockholm: Norstedt. Libris 419784 - Utgiven och kommenterad med förklarande noter samt med bibliografi och biografiska essayer av Knut Barr.

## Filmmanus och roll
- 1922 – Skandal och kärlek i Kråklunda [3]